# 李誠
李誠（1465年—？），字則明，湖廣黃州府黃陂縣人，馬船籍，明朝政治人物。

## 生平
弘治二年（1489年）己酉科湖廣鄉試第六十九名舉人。弘治九年（1496年）中式丙辰科會試第一百四十二名，二甲第七十五名進士。授户部主事，歷官户部员外郎，宣大管粮，升郎中，出为永平府知府。六年正月考察以不謹闲住。

## 家族
曾祖李應林；祖父李二；父李悅洪，母黃氏。慈侍下。